# L'Homme qui comprend les femmes
Pour plus de détails, voir Fiche technique et Distribution.
L'Homme qui comprend les femmes (The Man Who Understood Women) est un film américain de Nunnally Johnson, sorti en 1959.

## Synopsis
Willie Bauche, producteur hollywoodien, est tellement obsédé de transformer sa femme et actrice, Ann Garantier, en grande star et  symbole sexuel qu'il en oublie d'accomplir son devoir conjugal et que sa femme s'en trouve frustrée, plus éprise de lui que de sa carrière. Lorsqu'ils se rendent sur la Côte d'Azur pour préparer leur prochain film, Ann s'amourache du séduisant militaire Marco Ranieri rencontré lors des festivités du carnaval de Nice. Willie s'en aperçoit et jaloux, ne sait comment regagner l'amour d'Ann, égaré entre son désir d'être le génial producteur de son actrice fétiche et de devenir le meilleur des maris. Il recrute deux (douteux) détectives qu'il charge d'épier les faits et gestes d'une épouse qui lui échappe. La situation tourne au tragi-comique.

## Fiche technique
- Titre original : The Man Who Understood Women
- Titre français : L'Homme qui comprend les femmes[1]
- Réalisation : Nunnally Johnson
- Scénario : Nunnally Johnson d'après le roman de Romain Gary Les Couleurs du jour (Éditions Gallimard, 1952)
- Direction artistique : Maurice Ransford, Lyle Wheeler
- Décors : Paul S. Fox, Walter M. Scott
- Costumes : Charles Le Maire
- Photographie : Milton R. Krasner
- Son : Harry M. Leonard, Charles Peck
- Montage : Marjorie Fowler
- Musique : Robert Emmett Dolan
- Chanson : A Paris Valentine, paroles de Paul Francis Webster et musique de Robert Emmett Dolan, interprétée par Steve Gibson & The Red Caps
- Production : Nunnally Johnson
- Société de production : 20th Century Fox
- Société de distribution : 20th Century Fox
- Pays d’origine :  États-Unis
- Tournage : 
  - Langue : anglais
  - Période prises de vue : début janvier à fin février 1959[2]
  - Extérieurs : Bel Air, réserve des pins de Torrey/San Diego-La Jolla (Californie), Nice (Alpes-Maritimes)
- Format : couleur (DeLuxe) — 35 mm — 2.35:1 (CinemaScope) — son stéréo 4 pistes
- Genre : comédie dramatique
- Durée : 101 minutes
- Date de sortie :
  - États-Unis : 2 octobre 1959
- (fr) Mention CNC : tous publics (visa d'exploitation no 22329 délivré le 10 juillet 1959)

## Distribution
- Leslie Caron : Ann Garantier
- Henry Fonda : Willie Bauche
- Cesare Danova : le commandant Marco Ranieri
- Myron McCormick : le prêtre
- Marcel Dalio : Le Marne, le copain militaire de Marco
- Conrad Nagel : G. K. Brody
- Edwin Jerome : « Le Baron », détective-truand à la solde de Willie
- Bernd Hoffmann : « Soprano », détective-truand à la solde de Willie
- Harry Ellerbe : Kress

Acteurs non crédités
- Ann Codee : la servante française
- George Davis : le serveur Robert
- Louis Mercier : le barman Pedro